# 一内閣一閣僚
一内閣一閣僚（いちないかくいちかくりょう）とは日本の内閣において内閣改造を含めた閣僚交代を否定的にとらえ、一人の閣僚が組閣から首相退陣まで特定の閣僚ポストに在任する人事方針のこと。

## 概要
日本で内閣総理大臣になった者の中で一内閣一閣僚を標榜した政治家として小渕恵三と小泉純一郎がいる。
1998年に首相に就任した小渕恵三は一内閣一閣僚を表明、さらに一内閣一執行部を主張し、幹事長を含めた自民党役員人事についても組閣から総辞職まで閣僚に在任する人事方針を持っていた。しかし、政権運営中に自由党や公明党と連立を組んだことにより、一内閣一閣僚を崩して内閣改造を行った。
2001年に首相に就任した小泉純一郎は一内閣一閣僚を表明していた。「派閥順送りや派閥主導を排すること」を目的としていたが、2002年1月に外務省問題で外務大臣を田中真紀子から川口順子に交代させることで原則を崩し、同年9月に不良債権処理問題においては金融担当大臣を柳澤伯夫から竹中平蔵に交代させるのを機に「一内閣一閣僚は理想の姿を示したもの。重要なのは改革の達成。」として内閣改造を行い、結局は1年毎の定期的な内閣改造を行うようになった。
一内閣一閣僚を実行するには内閣改造を拒否しなければならないが、ポスト配分権という武器が召し上げとなる派閥側の抵抗が大きい中で対応をとることになる。

## 記録等

### 日本国憲法下で内閣無改造記録
| 位 | 内閣          | 在任期間                       | 日数    |
| -- | ------------- | ------------------------------ | ------- |
| 1  | 三木内閣      | 1974年12月9日 - 1976年9月15日  | 646日間 |
| 2  | 第2次安倍内閣 | 2012年12月26日 - 2014年9月3日  | 617日間 |
| 3  | 第5次吉田内閣 | 1953年5月21日 - 1954年12月10日 | 564日間 |
| 4  | 第3次佐藤内閣 | 1970年1月14日 - 1971年7月5日   | 538日間 |
| 5  | 鈴木善幸内閣  | 1980年7月17日 - 1981年11月30日 | 502日間 |